# Canadian Open (теніс) 1993
Canadian Open 1993 — тенісний турнір, що проходив на відкритих кортах з твердим покриттям. Це був 104-й турнір Мастерс Канада. Чоловічі змагання належали до серії ATP Super 9 в рамках Туру ATP 1993, жіночі - до турнірів 1-ї категорії в рамках Туру WTA 1993. Чоловічі змагання відбулись на Uniprix Stadium у Монреалі (Канада) з 26 липня до 1 серпня 1993 року, жіночі - в National Tennis Centre у Торонто (Канада) з 16 до 22 серпня 1993 року.

## Переможці та фіналісти

### Одиночний розряд, чоловіки
Мікаель Пернфорс —  Тодд Мартін, 2–6, 6–2, 7–5
- Для Пернфорса це був 1-й титул за рік і 3-й за кар'єру.

### Одиночний розряд, жінки
Штеффі Граф —  Дженніфер Капріаті, 6–1, 0–6, 6–3
- Для Граф це був 7-й титул за сезон і 76-й — за кар'єру.

### Парний розряд, чоловіки
Джим Кур'є /  Марк Ноулз —  Гленн Мічібата /  Девід Пейт, 6–4, 7–6

### Парний розряд, жінки
Лариса Нейланд /  Яна Новотна —  Аранча Санчес Вікаріо /  Гелена Сукова 6–1, 6–2